# Antiblemma irene
Antiblemma irene är en fjärilsart som beskrevs av Achille Guenée 1852. Antiblemma irene ingår i släktet Antiblemma och familjen nattflyn. Inga underarter finns listade i Catalogue of Life.